# Filmová kopie
Filmová distribuční kopie je filmový pás rozdělený na přepravu-schopné díly, který slouží při promítání filmů v kinech.
Filmová distribuční kopie 35 mm je již ve výrobních laboratořích opatřena předepsanými doplňky a zkompletována z dílů. V Česku tyto distribuční díly mají délku přibližně 560 až 600 m. Svitky jednotlivých dílů 35mm filmu jsou navinuty na laboratorních středovkách. Celovečerní dvouhodinový film je složen z 6 dílů. Každý díl distribuční kopie musí vykazovat normalizované vybavení, jež slouží k zajištění plynulého průběhu filmového představení.

## Součásti filmového pásu

### Ochranný pás
Ochranný pás musí mít předepsanou délku (2 až 3 m). Tato část filmu slouží k založení do promítacího stroje. Dostatečná délka chrání také dějovou část filmu – filmový pás – před nečistotami, prachem a mechanickým poškozením.

### Určovací pás
Určovací pás je vybaven názvem filmu a číslem filmové kopie. Údaje uvedené na jednotlivých určovacích pásech umožňují, aby nedošlo k záměně dílů mezi jednotlivými kopiemi, a to jak u distributora, tak v kině.

### Synchronizační pás
Synchronizační pás slouží k rozběhu promítacího stroje a k tomu, aby v době, kdy probíhá promítacím strojem, bylo dosaženo normalizované obrazové frekvence i rovnoměrného, nekolísavého chodu filmového pásu.
Podle úpravy vžité v české filmové distribuci, kterou stanovovala dříve oborová norma ON 19 8016, později česká technická norma ČSN 19 8016 "Kinematografie. Úprava distribučních filmových kopií", začíná synchronizační pás značkou, určující umístění obrazu proti zvuku. Další označení slouží k rámování obrazového pole do okeničky filmové dráhy a toto obrazové pole je označeno nápisem „START“. Vzdálenost mezi tímto obrazovým polem a značkou „Start zvuku“ (u 35mm filmu s optickým záznamem zvuku), která také určuje správnou velikost smyčky mezi strhovacím mechanismem a zvukovým snímačem, je světově normalizována a rovná se 21 ½ obrazového pole. Za vykopírovaným nápisem „START“ jsou pak čísla, označující sekundové vzdálenosti, sestupně od sedmičky do trojky. Za číslem tři je ještě 50 obrazových polí a začíná dějová část filmu. Celková délka synchronizačního pásu se od nápisu „START“ rovná 175 obrazovým polím.
Pro úplnost je nutné dodat, že výše uvedenou normu filmové distribuční společnosti stále častěji ignorovaly a do kin se tak dostávaly kopie s nenormovanými pásy amerického nebo francouzského typu, se synchronizací přizpůsobenou pro frekvenci 16 obr/s a s číslováním začínajícím od čísla 11. Bylo to zvláštní zejména u společností, které do kin distribuovaly ryze české filmy.

### Prolínací značky
Na konci každého dílu (kromě posledního) jsou v obrazovém poli vkopírovány značky, umožňující plynulé navazování děje jednotlivých dílů při promítání na dvou promítacích strojích. Značky jsou normalizovány umístěním v dějové části filmu i tvarem.  
- Zapínací značka slouží k zapnutí druhého promítacího stroje, který se rozbíhá, zatímco první promítací stroj stále běží. Je čtvercového tvaru a je umístěna na čtyřech obrazových polích v pravém rohu obrazového pole nahoře. Značka má být sytě černá, a pokud je třeba ji umístit v tmavé části obrazového pole, musí být orámována bílou konturou.
- Přepínací značka slouží k prolnutí promítané obrazové části z prvního promítacího stroje na druhý a zároveň k přepnutí zvuku z prvního promítacího stroje na druhý. Je ve vzdáleností 175 obrazových polí (7 sekund) od značky zapínací. Tato značka je kruhového tvaru, provedená stejně jako u značky předchozí, též na čtyřech obrazových polích v pravém rohu nahoře.

Uměním filmového střihače je mimo jiné sestříhat distribuční kopii na díly tak, aby konce a začátky dílů včetně umístění prolínacích značek vycházely na co nejsnazší a nejméně znatelné prolnutí - buď scény, ve kterých není příliš pohybu a žádný výrazný zvuk (zejména rozhovor či píseň), anebo naopak scény hromadné, rychlé a s ruchy (např. bojové scény). Příkladem pro distribuci špatně sestříhaného filmu jsou třeba britská Králova řeč (dialogy až do poslední sekundy dílu) nebo český muzikál Rebelové (rozhovory začínající ihned po prolnutí), naopak velmi dobře jsou sestavené velkofilmy Pán prstenů či první díl Letopisů Narnie.

### Vybíhací pás
Vybíhací pás je za koncem obrazové části každého dílu. Je to černý pás v obrazové ploše i v ploše optického záznamu zvuku, jehož délka je 25 obrazových polí a který slouží jako zajištění při prolínání. Promítač má tedy při prolínání celkem dvě sekundy rezervy, a to proto, že za kruhovou prolínací značkou je ještě 25 obrazových polí a vybíhající pás je rovněž v délce 25 obrazových polí.

### Koncový určovací pás
Koncový určovací pás je obdobou pásu určovacího, ale je zde výslovně uvedeno, že jde o „konec“ dílu.

### Koncový ochranný pás
Funkce koncového ochranného pásu je stejná jako počátečního ochranného pásu, jen má vykopírovány tři černé podélné pruhy.

## Přeprava filmových kopií
Díly filmové kopie navinuté na středových cívkách jsou přepravovány v polyethylenových krabicích. Do každé se vejdou tři svitky.
Ke každé distribuční kopii, vybavené podle platné normy a směrnice, vystavuje distributor průvodní dokument, který se nazývá „Stav filmové kopie“. Tento dokument má být vždy vkládán do krabice s prvním dílem filmu a doprovázet kopii po celou dobu její distribuce. Je úředním dokladem a neoddělitelnou částí kopie. Promítač je spolu s vedoucím kina povinen přesně a odpovědně vyplňovat všechny požadované údaje.

## Nové technologie
- Promítací stroje v kinech jsou vybavovány indukčními snímači. Film je v místě, kdy je nutno rozběhnout druhý stroj, opatřen páskem tenké kovové fólie a prolínání probíhá automaticky.
- Multikina, která film promítají mnohokrát za sebou, jsou vybavena zařízením, kde se na jednom stroji promítá „nekonečná“ smyčka filmu. Ze svitků musí být ustřihnuty všechny úvodní a koncové pásy a zůstávají jen obrazové části slepené za sebe. Před odesláním do dalšího kina musí být díly filmové kopie uvedeny do původního stavu.